# Nevados Casiri
Nevados Casiri je nejjižněji položený vulkán v Peru. Nachází se v blízkosti hranic s Chile. Sopka sestává ze čtyř center, z nich nejmladší se nachází na jihovýchodní straně komplexu. Masiv je tvořen trachyandezity a trachyty. Jižně od nejmladšího centra se nacházejí mladší lávové proudy. Starší produkty se nacházejí na západním konci.